# 563 Suleika
563 Suleika је астероид главног астероидног појаса. Приближан пречник астероида је 53,29 km,
а средња удаљеност астероида од Сунца износи 2,715 астрономских јединица (АЈ).
Инклинација (нагиб) орбите у односу на раван еклиптике је 10,231 степени, а орбитални период износи 1634,599 дана (4,475 године). Ексцентрицитет орбите астероида износи 0,234.
Апсолутна магнитуда астероида износи 8,50 а геометријски албедо 0,247.
Астероид је откривен 6. априла 1905. године.